# ترشيح جريان تقاطعي

شكل 1: توضيح ترشيح الجريان التقاطعي. المحلول المراد ترشيحه feed ، يعلو تركيزه فيسمى retentate ، وينفصل الراشح permeate على الناحية الاخرى من المرشح.

ترشيح جريان تقاطعي (بالإنجليزية: Cross-flow filtration) في الهندسة الكيميائية والهندسة الحيوية طريقة لفصل البروتينات أو نوع معين من الحبيبات.)
تحتلف هذه الطريقة عن طريقة الترشيح المعتاد حيث يمر المحلول المراد ترشيحه من خلال غشاء فتحتجز المواد الصلبة في المرشح (الغشاء) وينفصل الراشح على الجهة الأخرى من الغشاء. في طريقة ترشيح الجريان التقاطعي (ويسمى أحيانا ترشيح الجريان المماسي) بجري السائل المراد ترشيحه مماسا لسطح المرشح وليس من خلاله. ميزة هذه الطريقة هي أن كيك الترشيح المتراكم على المرشح ينجرف مع جريان المحلول فلا يعطل عملية الترشيح ويطول زمن تشغيل عملية الترشيح.
فهي عملية ترشيح مستمرة لا تتوقف مثلما يتوقف الترشيح المعتاد dead-end filtration الذي قد تسد فيه الحبيبات المحتجزة مسام المرشح بتكوين ما يسمى كيك ترشيح.
البعض يسمى dead-end filtration «عملية ترشيح ذات نهاية ميتة».
يستخدم ترشيح الجريان المماسي لفصل محاليل تحتوي على كمية كبيرة من الحبيبات الصغيرة التي قد تؤدي في عملية ترشيح عادية إلى انسداد المرشح، وتتوقف عملية الترشيح. يهمنا في ترشيح الجريان المماسي هو الحصول على الراشح. ومن الأمثلة العملية نجدها في استخراج المضاد الحيوي الذائب من محلول متخمر.

## الطريقة

جهاز ترشيح جريان مماسي

طريقة الترشيح الجاري المماسي يوضحها الشكل 1 . وفيها يجري المحلول الحامل للحبيبات مماسا لغشاء المرشح، فينفصل منه الراشح من خلال مسام المرشح إلى الجهة الأخري. في نفس الوقت يعمل جريان المحلول المراد ترشيحه على عدم سد الحبيبات لمسام المرشح بسرعة. يمنع جريان المحلول على عدم تكون كيك ترشيح بسرعة.
والهدف هو الحصول على الراشح permeate .

## التركيب
في الترشيح المعتاد نضع مرشح في قمع ونضع تحته وعاء نظيفا لتلقي السائل الراشح. ثم نصب السائل «العكر» فيترشح، أي تفصل منه الحبيبات وتبقى عالقة في ورقة المرشح ويتخلل السائل بما فيه من مواد ذائبة وينزل في الوعاء. اسم تلك العملية المعتادة بالإنجليزية dead-end filtration , ويسميها البعض بالعربية «عملية ترشيح ذات نهاية ميتة».
وعلى عكس ذلك تسير عملية ترشيح الجريان التقاطعي، ففي استطاعتها ترشيح سوائل بها عوالق كثيرة. وتستخدم فيها ألياف فارغة (وتسمى أيضا أغشية شعرية) حيث يقوى فيها تأثير القمط الأنبوبي (الظاهرة الشعرية).
توجد ألياف فارغة من الداخل يبلغ قطرها الداخلي 5و1 مليمتر (ومنها بين 3 مليمتر و 1و0 ميكرومتر)
، ذو مسام تبلغ 200 إلى 5 نانومتر (ومن الممكن صناعتها بين 2 ميكرومتر إلى 0و1 نانومتر).
وبحسب نوع الاستخدام فيمكن ضم مئات أو آلاف منها في وحدات، وباستخدام طلمبة لتدوير المحلول خلالها تنفصل العكارة في المستبعد عن الراشح.

## اقرأ أيضا
- تأثير قمط أنبوبي
- تقنية أغشية
- تحشف (كيمياء)